# Tênis nos Jogos da Commonwealth de 2010
O tênis nos Jogos da Commonwealth de 2010 foi realizado em Délhi, na India, entre 4 e 10 de outubro. Cinco eventos foram disputados no Complexo de Tênis R.K. Khanna: simples masculino e feminino, duplas masculinas e femininas e duplas mistas.

## Medalhistas

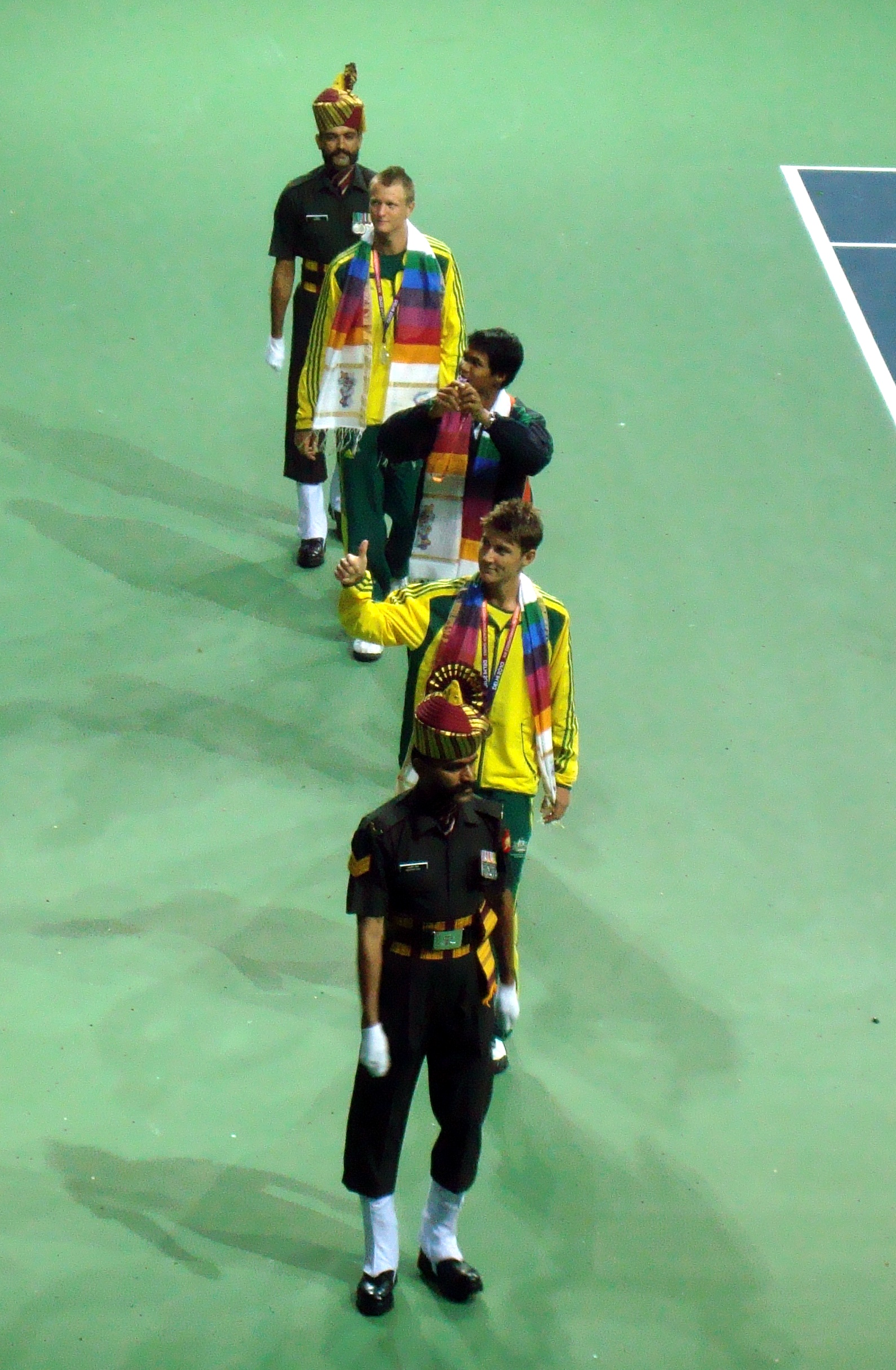
Medalhistas do torneio de simples masculino.

Masculino
| Evento  | Ouro                                   | Prata                                    | Bronze                                 |
| Simples | Somdev Devvarman IND Índia             | Greg Jones AUS Austrália                 | Matthew Ebden AUS Austrália            |
| Duplas  | Paul Hanley Peter Luczak AUS Austrália | Ross Hutchins Ken Skupski ENG Inglaterra | Mahesh Bhupathi Leander Paes IND Índia |

Feminino
| Evento  | Ouro                                          | Prata                                       | Bronze                                    |
| Simples | Anastasia Rodionova AUS Austrália             | Sania Mirza IND Índia                       | Sally Peers AUS Austrália                 |
| Duplas  | Anastasia Rodionova Sally Peers AUS Austrália | Olivia Rogowska Jessica Moore AUS Austrália | Sania Mirza Rushmi Chakravarthi IND Índia |

Misto
| Evento | Ouro                                  | Prata                                         | Bronze                                   |
| Duplas | Jocelyn Rae Colin Fleming SCO Escócia | Anastasia Rodionova Paul Hanley AUS Austrália | Sarah Borwell Ken Skupski ENG Inglaterra |

## Quadro de medalhas
| Ordem | País       | Medalha de ouro | Medalha de prata | Medalha de bronze | Total |
| ----- | ---------- | --------------- | ---------------- | ----------------- | ----- |
| 1     | Austrália  | 3               | 3                | 2                 | 8     |
| 2     | Índia      | 1               | 1                | 2                 | 4     |
| 3     | Escócia    | 1               |                  |                   | 1     |
| 4     | Inglaterra |                 | 1                | 1                 | 2     |
| TOTAL | TOTAL      | 5               | 5                | 5                 | 15    |